# Т-34-57
Т-34-57 — советский средний танк периода Великой Отечественной войны. От базового танка Т-34 отличался установкой в качестве главного вооружения противотанкового орудия большой мощности — 57-мм орудия ЗИС-4. В связи с этим, нередко классифицируется[кем?] как танк-истребитель. Выпускался малой серией, некоторые его экземпляры приняли участие в битве за Москву и также были в резервах войск на Курской дуге.

## История создания
Весной 1940 года в РККА возник вопрос о возможности улучшения бронепробиваемости орудий КВ-1 и Т-34. Противотанковые 45-мм орудия были недостаточно мощны, поэтому в КБ предлагали установить орудия калибра 55-60 мм. Параллельно появилось новое мощное 57-мм противотанковое орудие ЗИС-2. Пушку приняли на вооружение в том же году, а руководитель КБ В. Г. Грабин начал прорабатывать варианты её установки на средний танк Т-28. В сентябре 1940 года маршал Г. И. Кулик выдал заказ на постройку новой модели танка Т-28 для данного орудия.
Работа велась медленно, так как параллельно производились 76-мм пушки Ф-34. Первый опытный образец Т-28 был собран в начале декабря, а в апреле 1941 года планируемое орудие ЗИС установили и на Т-34. Испытания в целом были провалены, а пушку отправили на доработку. С заводов уже поступил другой вариант орудия под названием ЗИС-4, который показал отличные результаты, пробивая с максимальной дистанции броню толщиной 73-82 мм, а с минимальной броню толщиной 83-98 мм. Пушку потом дополнительно доработали, увеличив длину ствола и добавив специальные противовесы массой 180 кг.

## Боевое применение
Танк с данным орудием никогда не именовался Т-34-57, точно так же, как не имело места обозначение Т-34-76. Производство планировалось начать летом 1941 года, но начало войны изменило эти планы. Завод № 183 получил 21 орудие, СТЗ получил 20 пушек. В сентябре 1941 года в Харькове изготовили только 10 машин, которые вошли в состав 21-й танковой бригады из Владимира. 14 октября 1941 года она прибыла на фронт и начала наступление на Калинин. За 4 дня боёв танковая бригада уничтожила 1000 солдат и офицеров, подбила 34 немецких танка, 210 автомашин, 25 противотанковых и 6 «термитных» орудий, а также разрушила 3 штаба группы армий «Центр». Но при этом погибли командир 21-го танкового полка 21-танковой бригады Михаил Лукин и командир 1-го танкового батальона Михаил Агибалов. 
| Дата потери | Район потери машины       | Причина потерь                                                                       |
| ----------- | ------------------------- | ------------------------------------------------------------------------------------ |
| 16 октября  | р-н г. Калинина           | Подбит в бою и оставлен на территории противника                                     |
| 17 октября  | д. Трояново               | Подожжён термитным снарядом и упал под мост                                          |
| 17 октября  | д. Напрудново             | Башня и мотор разбиты прямым попаданием авиабомбы, оставлен на территории противника |
| 17 октября  | д. Напрудново             | Прямым попаданием разрушено моторное отделение, оставлен на территории противника    |
| 18 октября  | д. Беновино и д. Симоново | Протаранен своим танком и оставлен на территории противника                          |
| 19 октября  | д. Напрудново             | Артогнём сорвана башня, разбито боевое отделение, оставлен на территории противника  |
| 19 октября  | 1 км западнее д. Анашкино | Разбит артогнём (сгорел мотор), оставлен на территории противника                    |
| 20 октября  | г. Калинин, р-н Элеватора | Подбит и отправлен в РВР                                                             |
| 20 октября  | г. Калинин, р-н Элеватора | Подбит в бою и оставлен на территории противника                                     |
| 30 октября  | р-н д. Чуприяново         | В районе д. Чуприяново был подожжён и сгорел                                         |

В 1943 году последовало распоряжение вновь начать серийное производство танков-истребителей Т-34. В этот раз использовалось модифицированное орудие ЗИС-4 (от начального оно отличалось унифицированным затвором, более простым механизмом полуавтоматики и изменённым креплением муфты в люльке орудия). Также ввели в боекомплект более мощный снаряд, пробивавший на расстоянии 1000 м броню толщиной 96 мм. Несколько орудий были уничтожены в результате выстрелов, однако производство не свернули. 
Серийное производство данных Т-34 развёрнуто так и не было. В июле 1943 года 57-мм пушку получил лишь один танк и ещё 3 в августе. Осенью 1943 года больший приоритет получили 85-мм орудия, так что все работы по данной теме свернули. Тем не менее, производство самих 57-мм противотанковых пушек ЗИС-2 продолжалось до 1950 года.

## Модификации танка Т-34-57
- Т-34-57 ЗИС-2 — Т34/57, вооружённый пушкой ЗИС-2. В первые образцы Т-34-57 устанавливали устаревшую пушку ЗИС-2. Танк прекратили производить с появлением танка Т34-57 с ЗИС-4.
- Т-34-57 ЗИС-4 — базовый вариант танка Т-34-57. Пушку ЗИС-2 решили заменить на новую 57-мм пушку ЗИС-4.
- Т-34-57 ЗИС-4М — Т/34/57 с ЗИС-4, с модифицированной версией пушки.

## Сохранившиеся экземпляры
- По состоянию на ноябрь 2013 года, один танк Т-34-57 находился на открытой площадке музея «Боевая слава Урала» в г. Верхняя Пышма. Данный макет танка был восстановлен из обломков реставратором в подмосковном городе Пушкино[3].
- Согласно сведениям некоторых источников, один экземпляр сохранился и находится в Нижнем Тагиле[4].